# Лундиус, Марианна
Ева Марианна Гернандт Лундиус (швед. Eva Marianne Gernandt Lundius, род. 28 апреля 1949) — шведский юрист по коммерческому праву. Председатель Совета по ценным бумагам с 2016 года, председатель дисциплинарного комитета Стокгольмской фондовой биржи с 2016 года. В прошлом — судья Верховного суда Швеции (1998—2010), председатель Верховного суда Швеции (2010—2016), первая женщина, назначенная председателем Верховного суда Швеции.

## Биография
Родилась в 1949 году. Её отец — юрист Торстен Лундиус (Torsten Lundius, 1919—2010), её сестра — юрист Анника Лундиус (Annika Lundius), в 2007—2015 годах  вице-президент Конфедерации шведских предприятий, с 2014 года член совета директоров инвестиционной компании Industrivärden, брат — юрист Кристиан Лундиус (Kristian Lundius).
Окончила юридический факультет Лундского университета, получила степень магистра права (Jur. kand.).
С 1978 года — член Шведской коллегии адвокатов, около 20 лет работала в качестве юриста в юридической фирме Lagerlöf & Leman в Стокгольме. Специализировалась на коммерческом праве.
После парламентских выборов 1991 года была членом совета фонда Fond 92-94, бывшего фонда трудящихся. Была председателем Swedish Heart-Lung Foundation.
В 1998 году назначена правительством с одобрения риксдага судьёй Верховного суда Швеции, одной из высших судебных инстанций Королевства Швеции, в чине советника юстиции.
В 2010 году правительство назначило Марианну Лундиус председателем и административным главой Верховного суда. Она стала первой женщиной на этой должности. При достижении возраста 67 лет судьи Верховного суда уходят в отставку. Марианна Лундиус ушла в отставку по возрасту в 2016 году.
С 2006 года — член Совета по ценным бумагам, заместитель председателя, с 2016 года — председатель. С 2006 года — член дисциплинарного комитета Стокгольмской фондовой биржи, заместитель председателя, с 2016 года — председатель. С 2016 года — член совета Каролинского института.
С 2006 года — член  дисциплинарного совета SwedSec, подразделения Svensk Värdepappersmarknad, лицензирующего финансовую отрасль Швеции, в 2016—2018 годах — председатель.
Член совета директоров консалтинговой компании Kvinvest AB и фонда Stiftelsen Mercuri Urval, владеющего консалтинговой компанией Mercuri Urval.

## Личная жизнь
Замужем за юристом Йоханом Гернандтом (Johan Gernandt, род. 1943).